# Angela (prénom)
Pour les articles homonymes, voir Angela.
Angela (ou Ángela) est un prénom féminin d'origine latine chrétienne provenant du grec ángelos (ἄγγελος) et signifiant messager. Ce prénom peut désigner:

## Prénom
- Angela Ahrendts (née en 1960), cheffe d'entreprise américaine
- Angela Aki (née en 1977), chanteuse et compositrice japonaise
- Angela Aquereburu (née en 1977), réalisatrice et productrice togolaise
- Angela Ardinghelli (1728-1825), physicienne et traductrice italienne
- Ángela Figuera Aymerich (1902-1984), écrivaine basque
- Angela Bailey (née en 1962), athlète sprinteuse canadienne
- Àngela Ballester (née en 1980), femme politique espagnole
- Angela Bassett (née en 1958), actrice et productrice américaine
- Ángela Becerra (née en 1957), écrivaine colombienne
- Angela Beesley (née en 1977), entrepreneure anglaise
- Angela Behelle (née en 1971), romancière française
- Angela Belcher (née en 1968), scientifique et ingénieure américaine
- Angela Bettis (née en 1973), actrice et productrice américaine
- Angela Bloomfield (née en 1972), actrice et réalisatrice néo-zélandaise
- Angela Bofill (née en 1954), chanteuse R&B américaine
- Angela Bowie (née en 1949), artiste américaine
- Angela Braly (née en 1961), femme d'affaires américaine
- Angela Braun-Stratmann (1892-1966) femme politique et journaliste
- Angela Brazil (1868-1947), écrivaine britannique
- Angela Brodtka (née en 1981), coureuse cycliste allemande
- Angela Gisela Brown (née en 1958), princesse du Liechtenstein
- Angela Browning (née en 1946), femme politique britannique
- Angela Bulloch (née en 1966), plasticienne et artiste canadienne
- Angela Bundalovic (née en 1995), actrice danoise
- Angela Burdett-Coutts (1814-1906), philanthrope et héritière britannique
- Angela Buxton (1934-2020), joueuse britannique de tennis
- Angela Campanella (née en 1955), actrice et interprète de romans-photos italienne
- Angela Camuso, journaliste italienne
- Ángela Carrasco (née en 1952), chanteuse et actrice dominicaine
- Angela Cartwright (née en 1952), actrice britannique
- Ángela Castro (née en 1993), athlète bolivienne en marche athlétique
- Angela Chalmers (née en 1963), athlète olympique canadienne
- Angela Clarke (1909-2010), actrice américaine
- Angela Crawley (née en 1987), femme politique écossaise
- Angela Creager (née en 1963), biochimiste et historienne des sciences américaine
- Angela de la Cruz (1846-1932), religieuse catholique espagnole
- Angela Daigle (née en 1976), athlète sprinteuse américaine
- Angela Davis (née en 1944), militante et écrivaine américaine
- Angela Dean, statisticienne britannique
- Angela DiMarco, actrice, productrice et scénariste américaine
- Angela Dorian (née en 1944), modèle et actrice américaine
- Angela Duckworth (née en 1970), psychologue américaine
- Angela Dwamena-Aboagye (née en 1965), avocate et militante ghanéenne
- Angela Eckert, actrice américaine
- Angela Eiter (née en 1986), grimpeuse autrichienne
- Angela Farrell (née en 1952), chanteuse irlandaise
- Angela Featherstone (née en 1965), actrice canadienne
- Angela Fontana (née en 1997), actrice et chanteuse italienne
- Angela Frautschi (née en 1987), joueuse suisse de hockey sur glace
- Angela Gheorghiu (née en 1965), soprano roumaine
- Ángela Gherékou (née en 1959), architecte et présentatrice grecque
- Angela Goethals (née en 1977), actrice américaine
- Angela Gossow (née en 1974), chanteuse et manager allemande
- Angela Gots (née en 1978), actrice américaine
- Angela Grauerholz (née en 1952), photographe canadienne
- Angela Gregory (1903-1990), sculptrice américaine
- Angela Groothuizen (née en 1959), chanteuse néerlandaise
- Angela Hacker (née en 1978), chanteuse et musicienne américaine
- Angela Haynes (née en 1984), joueuse américaine de tennis
- Angela Hewitt (née en 1958), pianiste canadienne
- Angela Hill (née en 1988), combattante américaine
- Angela Hitler (1883-1949), demi-sœur d'Adolf Hitler
- Angela Hucles (née en 1978), joueuse américaine de soccer
- Angela Hughes (1806-1866), religieuse américano-irlandaise
- Angela Hunter (née en 1972), coureuse cycliste anglaise
- Angela Huth (née en 1938), écrivaine et journaliste anglaise
- Angela James (née en 1964), joueur canadienne de hockey sur glace
- Ángela Jeria (1926-2020), archéologue chilienne
- Angela Hovak Johnston, artiste tranditionaliste inuite canadienne
- Angela Jones (née en 1968), actrice américaine
- Angela Kelly (née en 1957), créatrice de mode britannique
- Angela Kepler (née en 1943), zoologiste néo-zélandaise
- Angela Kinsey (née en 1971), actrice américaine
- Angela Knight (née en 1950), femme politique britannique
- Angela Krauß (née en 1950), écrivaine allemande
- Angela Lansbury (née en 1925), actrice britanno-américaine
- Ángela Leyva (née en 1996), réceptionneuse-attaquante péruvienne de volley-ball
- Angela Lindvall (née en 1979), top-model et actrice américaine
- Angela Litschev (née en 1978), écrivaine et poétesse allemande
- Angela Little (née en 1972), actrice et mannequin de charme américaine
- Angela Lorente (née en 1958), productrice d'évènement télévisuel espagnol
- Angela Ricci Lucchi (1942-2018), cinéaste italienne
- Angela Luce (née en 1938), actrice italienne
- Angela Giussani (1922-1987), auteure de bandes dessinées italienne
- Angela Malestein (née en 1993), joueuse néerlandaise de handball
- Angela Marzullo (née en 1971), artiste féministe et vidéaste italo-suisse
- Angela du Maurier (1904-2002), romancière britannique
- Angela McCluskey, chanteuse et compositrice écossaise
- Angela McRobbie (née en 1951), féministe et sociologue britannique
- Angela Merkel (née en 1954), femme d'État allemande
- Angela Mao (née en 1950), actrice taïwanaise
- Angela Maurer (née en 1975), nageuse allemande
- Angela Melillo (née en 1967), danseuse et actrice italienne
- Ángela Molina (née en 1955), actrice espagnole
- Angela Morley (1924-2009), compositrice et chef d'orchestre britannique
- Angela Naeth (née en 1982), triathlète canadienne
- Angela Orosz (née en 1944), enfant canado-hongroise née dans un camp de concentration
- Angela Pan (née en 1949), actrice hongkongaise
- Angela Paton (1930-2016), actrice américaine
- Angela Pleasence (née en 1941), actrice britannique
- Ángela Ponce (née en 1991), mannequin espagnole transgenre
- Ángela Pumariega (née en 1984), skipper espagnole
- Angela Rayner (née en 1980), femme politique britannique
- Angela Robinson (née en 1971), réalisatrice et productrice américaine
- Ángela Ruiz Robles (1895-1975), auteure et inventrice espagnole
- Angela Ruggiero (née en 1980), joueur américaine de hockey sur glace
- Angela Rumbold (1932-2010), femme politique britannique
- Angela Russell (1893-1991), médecine et réformatrice sociale irlandaise
- Angela Salloker (1913-2006), actrice autrichienne
- Angela Sarafyan (née en 1983), actrice américano-arménienne
- Angela Scanlon (née en 1983), journaliste présentatrice irlandaise
- Angela Schanelec (née en 1962), réalisatrice et scénariste allemande
- Angela Schijf (née en 1979), actrice et doubleuse belgo-néerlandaise
- Angela Schneider (née en 1959), rameuse olympique canadienne
- Angela Scoular (1945-2011), actrice anglaise
- Ángela Serna, poétesse rhapsode espagnole
- Angela Sirigu, chercheuse en neurosciences cognitives française
- Angela Sommers (née en 1983), actrice pornographique américaine
- Angela Steinmüller (née en 1941), mathématicienne et romancière allemande
- Angela Stone (née en 1981), actrice de films pornographiques américaine
- Angela Summers (née en 1964), actrice de films pornographiques américaine
- Ángela Tenorio (née en 1996), athlète sprinteuse équatorienne
- Angela Thirkell (1890-1961), romancière anglo-australienne
- Angela Tooby (née en 1960), athlète britannique en courses de fond
- Angela Trimbur (née en 1981), actrice américaine
- Angela Vincent (née en 1942), médecin et neuroimmunologue britannique
- Angela Vinay (1922-1990), bibliothécaire italienne
- Angela Visser (née en 1966), actrice et mannequin néerlandaise
- Angela Washko (née en 1986), artiste et animatrice américaine
- Angela Watson (née en 1975), actrice américaine
- Angela White (née en 1985), actrice et réalisatrice de film pornographique australienne
- Angela Wiedl (née en 1967), chanteuse allemande
- Angela Williams (née en 1980), athlète américaine en 100 et 200 mètres
- Angela Winkler (née en 1944), actrice allemande
- Angela Zachepa (née en 1983), femme politique malawi
- Angela Zhang (née en 1982), actrice et chanteuse taïwanaise

### Personnage
- Angela Petrelli, personnage de la série télévisée américain Heroes